# Eatonville (Washington)
Eatonville je gradić u američkoj saveznoj državi Washington. Prema popisu stanovništva iz 2010. u njemu je živjelo 2.758 stanovnika.